# Hof- en Wegsloot
De Hof- en Wegsloot is een voormalig waterschap in de Nederlandse provincie Groningen.
Het waterschap lag ten noorden en zuiden van Kolham. De noordgrens lag bij de Slochter Ae, de oostgrens bij de N387, de zuidgrens lag bij het (oude) Winschoterdiep (Sluiskade, Meint Veringastraat) en de westgrens iets ten oosten van de H. Fordlaan en 300 m oostelijk van de weg de Uiterdijk. Het waterschap werd niet bemalen. Langs de Hoofdweg van Slochteren lag de Wegsloot die het water ten zuiden hiervan opving. Haaks op de Wegsloot stond de Hofsloot die in verbinding stond met de Slochter Ae.
In 1904 werden het waterschap verkleind. Een stuk van 13 ha werd toegevoegd aan de Kolhamster-Westerpolder en 10 ha in het noorden werd een zelfstandige bemaling met als naam het Koeland.
Waterstaatkundig gezien ligt het gebied sinds 2000 binnen dat van het waterschap Hunze en Aa's.